# إكصور
الإكصور (الاسم العلمي:†Ichthyosaurus) هو جنس من الزواحف البحرية المنقرضة يتبع الفصيلة الإكصورات من رتبة الإكصوريات.

## أنواع الإكصور
- الإكصور الشائع
- الإكصور قصير الرأس